# Orkhon (province)
Pour les articles homonymes, voir Orkhon (homonymie).
L'aïmag d'Orkhon (en mongol : Орхон Аймаг translittération ISO-9 : Orkhon Aimag), est une des 21 provinces de Mongolie. Elle est située au nord du pays. Sa capitale est Erdenet.
En 1994, la province a été constituée en réunissant la ville de Erdenet, jusque-là sous administration fédérale, et un territoire séparé à cette fin de la province de Bulgan.

## Subdivisions administratives

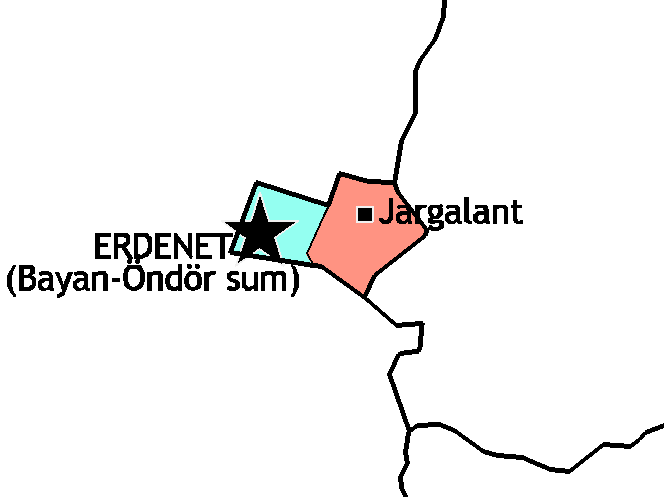
Carte administrative.

L'aïmag d'Orkhon est divisé en deux districts (ou sum) :
- Bayan-Öndör ;
- Jargalant.